# Wojciech Kwasieborski

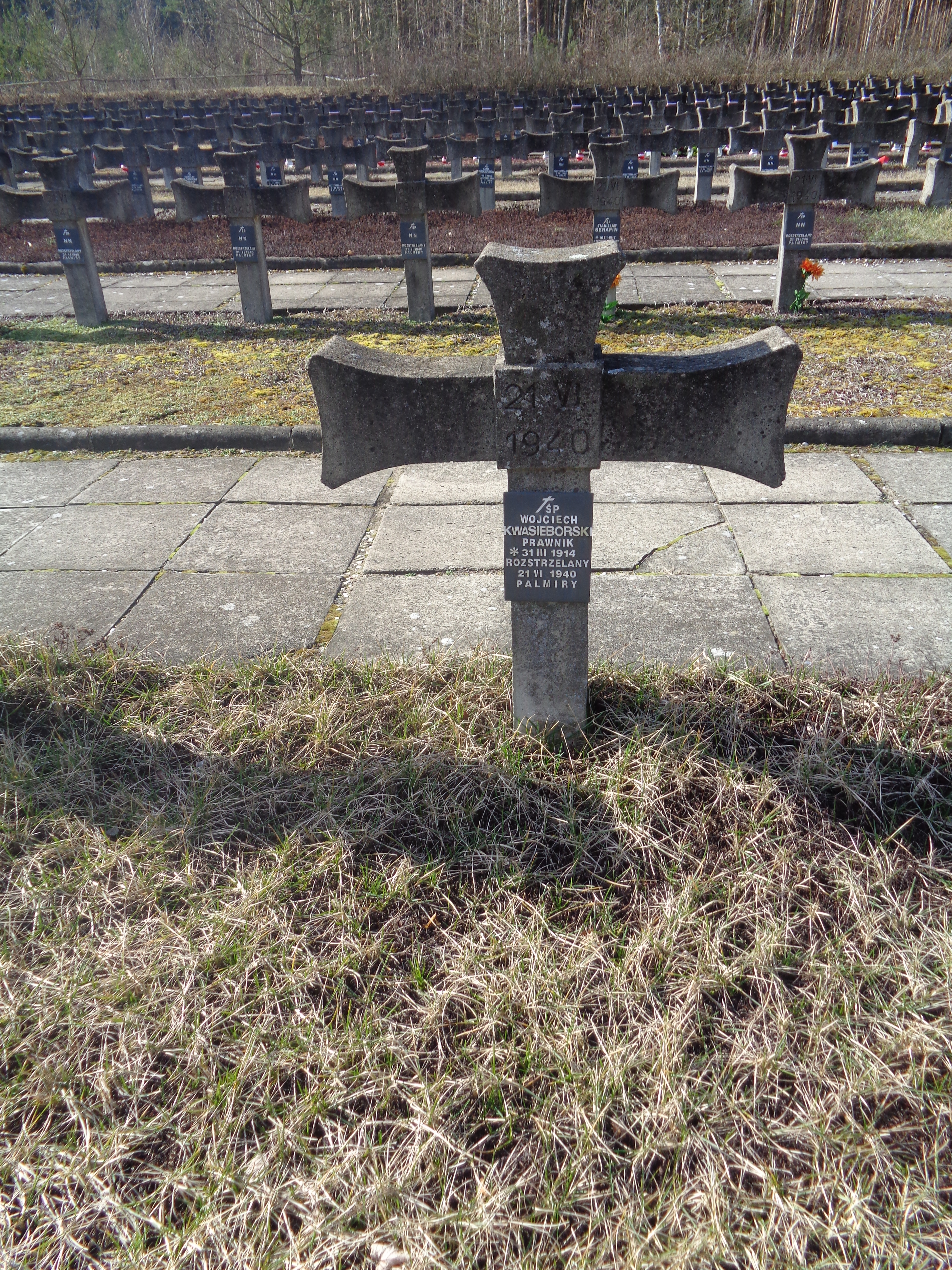
Grób Wojciecha Kwasieborskiego w Palmirach

Wojciech Kwasieborski (ur. 31 marca 1914 w Warszawie, zm. 21 czerwca 1940) – polski publicysta i redaktor, jeden z czołowych działaczy Ruchu Narodowo-Radykalnego „Falanga”.

## Życiorys
Ukończył Gimnazjum im. Jana Zamoyskiego. Podczas nauki w szkole kierował Narodową Organizacją Gimnazjalną. Został absolwentem Wydziału Prawa Uniwersytetu Warszawskiego. Członek Oddziału Akademickiego OWP. W 1933 wszedł w skład Komitetu Redakcyjnego „Akademika Polskiego”, w którym pełnił funkcję przewodniczącego sekcji historii ruchu narodowego. W 1937 wszedł w skład Komitetu Redakcyjnego Ruchu Młodych pod kierownictwem Bolesława Piaseckiego, którego owocem prac stały się Zasady Programu Narodowo-Radykalnego. Do 1939 członek ścisłego kierownictwa „Falangi”. W 1938 pełnił funkcję kierownika Grup Szkolnych Ruchu Narodowo-Radykalnego „Falanga” oraz redaktora naczelnego powołanego do życia w tymże roku periodyku „Przełom”. Swoje artykuły zamieszczał oprócz wspomnianego już „Akademika Polskiego” i „Przełomu” także m.in. w: „Szczerbcu”, „Jutrze”, „Falandze”, „Ruchu Młodych”, „Pro Christo”. Był także autorem dwóch broszur programowych. Pierwsza ukazała się w Warszawie w 1937 pt. Podstawy narodowego poglądu na świat; druga rok później zatytułowana Podstawy narodowo-radykalnej przebudowy szkoły polskiej. Przed wojną pisał: „Narodowo-socjalistyczne Niemcy przyczyniły się w wielkiej mierze do podważenia międzynarodowej pozycji tych sił, które naszą cywilizację rozkładały i niszczyły. Cios wymierzony przez hitleryzm żydostwu oraz jego narzędziom: masonerii i marksizmowi, posiada
ogromną wartość nietylko polityczną, ale cywilizacyjną w ogóle”.
W 1940 wstąpił do Konfederacji Narodu. W tym samym roku został aresztowany przez Niemców i rozstrzelany w masowej egzekucji w Palmirach w nocy z 20 na 21 czerwca 1940.

## Prace
- Podstawy narodowego poglądu na świat, Warszawa 1937
- Podstawy narodowo-radykalnej przebudowy szkoły polskiej, Warszawa 1937
- Nad Odrą i nad Dnieprem: przeszłość i przyszłość polskiej myśli imperialnej, 1938[4]